# جورج دبليو. ريتشاردسون
جورج دبليو. ريتشاردسون (بالإنجليزية: George W. Richardson)‏ هو محامي وسياسي أمريكي، ولد في 28 أكتوبر 1808 في بوسطن في الولايات المتحدة، وتوفي في 1 يونيو 1886 في سانت جون في كندا. حزبياً، نشط في حزب لا أدري.